# محمدعلی موحد
محمّدعلی موحّد (زادهٔ ۲ خرداد ۱۳۰۲) شاعر، ادیب، عرفان‌پژوه، تاریخ‌نگار، حقوق‌دان و عضو پیوستهٔ فرهنگستان زبان و ادب فارسی است‌. صمد موحد برادر اوست.

## زندگی
موحّد تحصیل را در مدارس تدیّن و اتحاد نو تبریز آغاز کرد و در سال ۱۳۱۹، پس از اخذ دیپلم متوسطه در رشتهٔ ادبی، به تهران آمد. اما به‌واسطهٔ مشکلات پس از درگذشت پدر (در سال ۱۳۱۷) به تبریز بازگشت و سرپرستی خانواده را برعهده گرفت و به مدت ده سال در تبریز و تهران اقامت گزید. در سال ۱۳۲۹ به شرکت نفت آبادان رفت و پس از خلع ید انگلیسی‌ها در سال ۱۳۳۲، سردبیری روزنامهٔ شرکت نفت را به‌عهده گرفت و در همین سال به تهران انتقال یافت. وی در سال ۱۳۳۲ کار بر روی ترجمهٔ سفرنامهٔ ابن بطوطه را انجام داد که در سال ۱۳۳۶ منتشر شد و به‌واسطهٔ قدرت قلم و شیوایی ترجمه، توجه ارباب فضل را به خود جلب کرد و نام موحد بر سر زبان‌ها افتاد؛ چنان‌که با تشویق و تفقد کسانی همچون مجتبی مینوی و محمدعلی جمال‌زاده همراه شد.
موحّد تحصیلات خود را در دانشکدهٔ حقوق و علوم سیاسی دانشگاه تهران ادامه داد و موفق به اخذ دانشنامهٔ دکترای حقوق خصوصی از این دانشگاه شد و در سال ۱۳۳۸، پس از دانش‌آموختگی، برای آشنایی بیشتر با مباحث حقوق بین‌الملل به انگلستان رفت و مطالعات خود را زیرنظر پروفسور جنینگز در دانشگاه کمبریج و پروفسور شوارتزنبرگ در لندن ادامه داد.
همچنین در این دوران با ایران‌شناسانی همچون آرتور آربری، ولادیمیر مینورسکی و لاکهارت هم‌نشین بود و به پژوهش بر روی نسخه‌های خطی موجود در موزهٔ بریتانیا پرداخت و از این میان نسخهٔ سلوک‌الملوک تألیف فضل‌الله روزبهان خنجی متخلص به «امین» را برای تصحیح برگزید.
وی، افزون بر وکالت پایه‌یک دادگستری، از آغاز برپایی شرکت ملی نفت ایران در بدنهٔ حقوقی شرکت نفت وارد شد و تا بالاترین درجات (مشاور عالی رئیس هیئت‌مدیره، مشاور ارشد و عضو اصلی هیئت‌مدیره) انجام وظیفه کرده و در ابتدای تأسیس اوپک، به مدت شش ماه معاونت اجرایی آن سازمان در ژنو را عهده‌دار بوده‌است.
موحد، در کنار مشاغل رسمی، به تدریس حقوق مدنی و حقوق نفت در دانشکدهٔ حقوق دانشگاه تهران و دانشکده حسابداری و علوم مالی شرکت ملی نفت ایران پرداخت.
در سال‌های اخیر گرامیداشت جایگاه علمی و ادبی موحد با توجه اهل علم و ادب همراه بوده‌است. از جمله آنکه محمدرضا شفیعی کدکنی سروده‌ای را به مناسبت زادروز موحد منتشر کرد. کتاب ارج‌نامهٔ محمدعلی موحد نیز با نام با قافلهٔ شوق دربرگیرندهٔ مجموعه‌مقالاتی از دوستان و همکاران و شاگردان وی دربارهٔ زندگی و آثار موحد، در دانشگاه تبریز به‌کوشش محمد طاهری خسروشاهی، از پژوهشگران حوزهٔ ادبیات فارسی در آذربایجان، تدوین و منتشر شده‌است.
موحد در رشتهٔ حقوق نیز صاحب‌نظر بوده و دو کتاب «درس‌هایی از داوری‌های نفتی» و «نفت ما و مسائل حقوقی آن» به عنوان کتاب درسی در دورهٔ کارشناسی ارشد حقوق بازرگانی به عنوان منبع درسی معرفی شده‌است. وی نخستین بار مسائل حقوقی نفت را وارد متون درسی دانشگاه کرد. در پژوهش‌های تاریخی کتاب چهارگانهٔ خواب آشفتهٔ نفت اثری مهم تلقی شده‌است. او از جمله عرفان‌پژوهانی است که مدفون بودن شمس تبریزی در خوی را به دلیل وجود مقبره‌ای با یک مناره در بیرون از شهر خوی که دست کم از سدهٔ نهم هجری به «منارهٔ شمس تبریزی» نامدار بوده، معتبر می‌داند.

### الف) نگارش
- نفت ما و مسائل حقوقی آن، تهران: انتشارات خوارزمی، ۱۳۴۹.
- ابن بطوطه، تهران: نشر طرح نو، ۱۳۷۸.
- خواب آشفتهٔ نفت، تهران: نشر کارنامه (برندهٔ جایزهٔ کتاب سال)، ۱۳۷۸:
  - جلد نخست: از قرارداد دارسی تا سقوط رضاشاه
  - جلد دوم: دکتر مصدق و نهضت ملی ایران
  - جلد سوم: دکتر مصدق و نهضت ملی ایران
  - جلد چهارم: از کودتای ۲۸ مرداد تا سقوط زاهدی
- گفته‌ها و ناگفته‌ها: تحلیلی از گزارش عملیات پنهانی سیا در کودتای ۲۸ مرداد ۱۳۳۲، تعلیقی بر کتاب خواب آشفتهٔ نفت، تهران: نشر کارنامه (برگزیدهٔ کتاب سال)، ۱۳۷۹.
- شمس تبریزی، تهران: نشر طرح نو، ۱۳۷۹.
- هیاهو بر سر هیچ؛ مبالغهٔ مستعار: بررسی اسناد وزارت خارجهٔ بریتانیا دربارهٔ مالکیت جزایر تنب و ابوموسی، تهران: نشر کارنامه، ۱۳۸۰.
- مختصر حقوق مدنی، تهران: جامعهٔ حسابداران رسمی، ۱۳۸۲ (نشر کارنامه، با تجدیدنظر کامل: ۱۳۹۸).
- قانون حاکم: درس‌هایی از داوری‌های نفتی، تهران: نشریهٔ دفتر ملی ایران (برندهٔ جایزهٔ کتاب سال)، ۱۳۸۴.
- ملی کردن و غرامت: درس‌هایی از داوری‌های نفتی، تهران: نشر کارنامه، ۱۳۸۴.
- در هوای حق و عدالت، تهران: نشر کارنامه (برندهٔ جایزهٔ اندیشه)، ۱۳۸۴.
- باغ سبز: گفتارهایی دربارهٔ شمس و مولانا، تهران: نشر کارنامه، ۱۳۸۷.
- قصهٔ قصه‌ها: کهن‌ترین روایت از ماجرای شمس و مولانا، تهران: نشر کارنامه، ۱۳۸۹.
- دیباچه‌ای بر حقوق مدنی، تهران: جامعهٔ حسابداران رسمی ایران، ۱۳۸۹.
- در خانه اگر کس است: همراه اعلامیه جهانی حقوق بشر و میثاق‌های آن، تهران: نشر کارنامه، ۱۳۹۰.
- یاد گذشته و اندیشهٔ آینده در تاریخ ایران و صنعت نفت ایران، تهران: نشر نگارهٔ آفتاب، ۱۳۹۴.
- حق و سوءاستفاده از آن، تهران: نشر کارنامه، ۱۳۹۷.
- در کشاکش دین و دولت، تهران: نشر ماهی، ۱۳۹۸.[۱۲]
- تأملات؛ در باب حقوق و شریعت، تاریخ و سیاست (مقاله‌ها و خطابه‌ها)، تهران: انتشارات پارسه، ۱۳۹۹.

### ب) تصحیح و تعلیق
- حدیقةالحقیقه، از شیخ احمد جام، تهران: بنگاه ترجمه و نشر کتاب، ۱۳۴۳.
- سلوک‌الملوک، از فضل‌الله روزبهان خُنجی، تهران: انتشارات خوارزمی، ۱۳۶۲.
- مقالات شمس تبریزی، تهران: انتشارات خوارزمی (برندهٔ جایزهٔ کتاب سال)، ۱۳۶۹.
- خُمی از شراب ربانی: گزیدهٔ مقالات شمس، تهران: نشر سخن، ۱۳۷۳.
- اسطرلاب حق: گزیدهٔ فیه ما فیه از مولوی، تهران: نشر سخن، ۱۳۷۵.
- ابتدانامه، از محمدبن محمد سلطان ولد (تصحیح با همکاری علیرضا حیدری)، تهران: انتشارات خوارزمی، ۱۳۹۰.
- در جست‌وجوی آینه: گزیدهٔ مقالات شمس تبریزی، تهران: نشر معین (همراه با لوح شنیداری با خوانش هوشنگ آزادی‌ور)، ۱۳۹۲.
- رساله در مناقب خداوندگار، از فریدون بن احمد سپهسالار، تهران: نشر کارنامه، ۱۳۹۵.
- مثنوی معنوی، از مولوی، تهران: نشر هرمس، ۱۳۹۶.

### ج) برگردان
- به‌گود گیتا؛ سرود خدایان، تهران: انتشارات خوارزمی، ۱۳۴۴.
- عدالت و انرژی، از ایوان ایلیچ، تهران: انتشارات علمی دانشگاه صنعتی شریف، ۱۳۵۶.
- خَزَران، از آرتور کستلر، تهران: انتشارات خوارزمی، ۱۳۶۱.
- سفرنامهٔ ابن بطوطه، تهران: انتشارات علمی و فرهنگی، ۱۳۶۱. (دوجلدی، نشر کارنامه، ۱۳۹۵).
- چهار مقاله دربارهٔ آزادی، از آیزایا برلین، تهران: انتشارات خوارزمی (برندهٔ جایزهٔ کتاب سال)، ۱۳۶۹.
- مالیات سرانه و تأثیر آن در گرایش به اسلام، از دانیل دنت،[۱۳] تهران: انتشارات خوارزمی، ۱۳۸۵.
- فصوص‌الحکم، از ابن عربی (ترجمه و تعلیق)، تهران: نشر کارنامه، ۱۳۸۵.

### د) سروده‌ها
- شاهد عهد شباب (نخستین مجموعه شعر)، تهران: نشر کارنامه، ۱۳۹۵.

### ه‍) دیگر نوشته‌ها
- شمس پرنده: ۴۸ غزل دیوان شمس تبریزی، به کوشش ایرج انوار (با مقدمهٔ محمدعلی موحد)، تهران: نشر نظر، ۱۳۸۷.
- تماشای خورشید: گزیده‌ای از مقالات شمس تبریزی، به کوشش حجت‌الله ایوبی (با مقدمهٔ محمدعلی موحد)، تهران: نشر ثالث، ۱۳۹۳.
- حجرهٔ خورشید: شرحی بر مقالات شمس تبریزی، از سودابه کریمی (با مقدمهٔ محمدعلی موحد)، تهران: نشر روزنه، ۱۴۰۰.
- برخی از مقالات موحد نیز از پرتال جامع علوم انسانی در دسترس است.[۱۴]